# Myrmarachne ramunni
Myrmarachne ramunni är en spindelart som beskrevs av Narayan 1915. Myrmarachne ramunni ingår i släktet Myrmarachne och familjen hoppspindlar. Inga underarter finns listade i Catalogue of Life.